# Parmenosoma
Parmenosoma – rodzaj chrząszczy z rodziny kózkowatych i podrodziny zgrzypikowych.

## Zasięg występowania
Przedstawiciele tego rodzaju występują w południowo-wschodniej części USA oraz w Meksyku.

## Systematyka
Do Parmenosoma należą 2 gatunki:
- Parmenosoma griseum
- Parmenosoma villosa